# Хуанхэ
Хуанхэ́ (кит. трад. 黃河, упр. 黄河, пиньинь Huáng hé; устар. передача Гоанго) — река в Китае, одна из крупнейших по протяжённости рек Азии. Бассейн Хуанхэ считается местом формирования и становления китайского этноса наравне с Янцзы.
Хуанхэ берёт начало в восточной части Тибетского нагорья на высоте свыше 4500 м, протекает через озёра Орин-Нур и Джарин-Нур, отроги горных массивов Куньлунь и Наньшань. При пересечении Ордоса и Лёссового плато в своём среднем течении образует большую излучину, далее через ущелья Шаньсийских гор выходит на Великую Китайскую равнину, по которой течёт около 700 км до впадения в залив Бохайвань Жёлтого моря, формируя в районе впадения дельту.
Дельты рек Хуанхэ и Янцзы объединены в громадную аллювиально-дельтовую равнину. До 1852 года главный проток реки Хуанхэ впадал в море южнее Шаньдунского полуострова, а затем стал располагаться уже севернее этого полуострова, при этом место впадения в море переместилось на 480 км. По разным данным длина реки от 4670 км до 5464 км, а площадь её бассейна от 745 тыс. км² до 771 тыс. км². Средний расход воды — 2571 м³/с.
Средний расход воды в реке составляет приблизительно 2000 м³ в секунду. Река обладает муссонным режимом при летнем половодье с подъёмом уровня воды до 5 м на равнинах и до 20 м в горах.

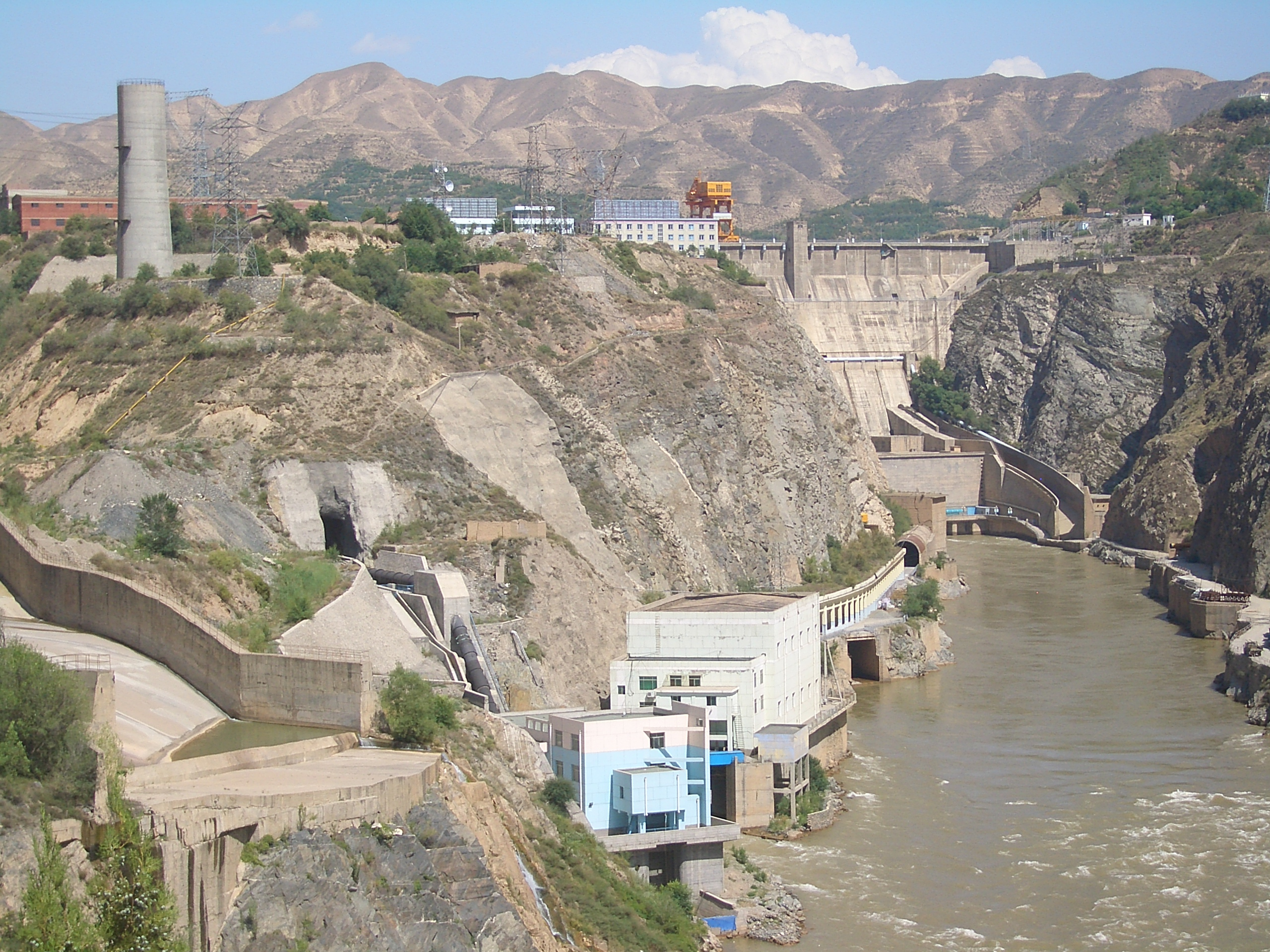
ГЭС Люцзяся, уезд Юнцзин Линься-Хуэйского АО

Размывая Лёссовое плато и Шаньсийские горы, Хуанхэ ежегодно выносит 1,3 млрд тонн взвешенных наносов, занимая по этому показателю первое место среди рек мира. Интенсивное отложение наносов в нижнем течении повышает русло, которое расположено на высотах от 3 до 10 м выше прилегающих равнин. В целях защиты от наводнений Хуанхэ и её притоки ограждены масштабной системой дамб, суммарная длина которых составляет около 5 тыс. км. Прорывы дамб приводили к огромным наводнениям и перемещениям русла. Это приводило к гибели большого числа людей и дало реке прозвище «Горе Китая». Максимальное зафиксированное перемещение русла Хуанхэ составило около 800 км.
В 11 г. н. э. Хуанхэ совершила прорыв в новое русло, который стал причиной гуманитарной катастрофы — одним из факторов, приведших к падению династии Синь. С 602 н. э. до наших дней зафиксировано 26 изменений русла Хуанхэ и 1573 прорыва дамб. В числе крупнейших катастроф — наводнение 1931 года (природное) и 1938 года, организованное гоминьдановскими властями с целью остановить наступление японской армии.
В честь реки Хуанхэ назван минерал хуанхит.

## Этимология
В переводе с китайского языка её название — «Жёлтая река», что связано с обилием наносов, придающих желтоватый оттенок её водам. Именно благодаря им море, в которое впадает река, называется Жёлтым.
Жители Китая уважительно называют Хуанхэ, как и Янцзы, «мать-рекой» (кит. упр. 母亲河, пиньинь mǔqīnhé). В китайский язык также вошло выражение «не достигнув Хуанхэ, сердце не умирает» (кит. упр. 不到黄河心不死, пиньинь bùdào Huáng Hé xīn bù sǐ), образно означающее «не сдаваться, пока не достигнешь своей цели».

## География
Бассейн реки Хуанхэ обеспечивает около 140 миллионов человек питьевой водой и водой для орошения.
Хуанхэ протекает в общей сложности через семь современных провинций и два автономных района, а именно следующие (с запада на восток): Цинхай, Сычуань, Ганьсу, Нинся-Хуэй, Внутренняя Монголия, Шэньси, Шаньси, Хэнань и Шаньдун. К числу наиболее крупных городов, расположенных у современного русла реки, могут быть отнесены Ланьчжоу, Иньчуань, Ухай, Баотоу, Лоян, Чжэнчжоу, Кайфын и Цзинань (перечисление также произведено в направлении с запада на восток). Устье Хуанхэ находится в уезде Кэньли (Шаньдун).
Реку обычно делят на три части — верхнее, среднее и нижнее течение. Существуют различные способы выделять их; эта статья следует членению, которое использует Комиссия по охране Жёлтой реки. По этому делению, верхнее течение реки проходит по северо-востоку Тибетского нагорья и Лёссовому плато северо-западного Китая; среднее течение включает долину между Ордосом и Шэньси и ущелья далее по течению; нижнее же течение реки проходит по Великой Китайской равнине.

### Верховья

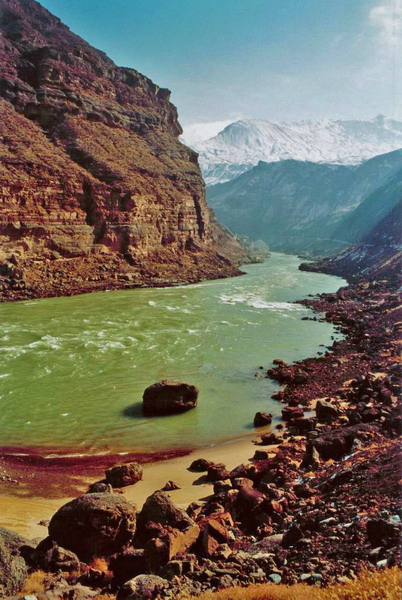
Хуанхэ, вблизи Сюньхуа, на востоке провинции Цинхай

По вышеописанной схеме деления течения Жёлтой реки её верхнее течение включает отрезок от истока в горах Баян-Хара-Ула до посёлка Хэкоу (уезд Тогтох округа Хух-Хото, Внутренняя Монголия), где река резко поворачивает на юг.
Эта часть имеет общую длину 3472 км и площадь бассейна 386 000 км², 51,4 % от общей площади бассейна.

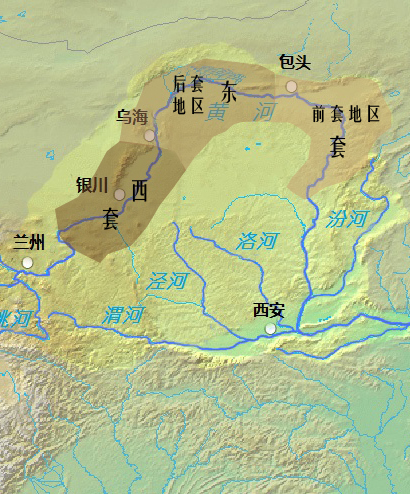
Регион Хэтао («Великая излучина Жёлтой реки»)

Исток Хуанхэ расположен в горах Баян-Хара-Ула, на северо-востоке Юйшу-Тибетского автономного округа провинции Цинхай. Река оттуда течёт на восток, и, войдя в соседний Голог-Тибетский автономный округ той же провинции, проходит через два кристально чистых озера Джарин-Нур и Орин-Нур (они также известны под тибетскими именами Мцо-Хчара и Мцо-Хнора, и китайскими Чжалин и Элин; по-русски Пржевальский назвал их озеро Экспедиции и озеро Русское).
Здесь есть национальный природный заповедник «Источники трёх рек», созданный для защиты источников рек Хуанхэ, Янцзы и Меконга.
Хуанхэ затем петляет по горам юго-восточного Цинхая и южной Ганьсу, заходя даже на северную границу Сычуани.
Покинув Тибетское нагорье, река, наконец, выходит на Лёссовое плато. Здесь она течёт на северо-восток и восток через Нинся-Хуэйский автономный район и Внутреннюю Монголию, огибая с запада и севера регион Ордос и образуя «Великую излучину Жёлтой реки» (Хэтао). Это засушливый край, и река здесь не получает притоков. Напротив, её воды используются для орошения как в западной Хэтао (Иньчуаньская равнина), так и в восточной Хэтао (Внутренняя Монголия).
В верхнем течении река проходит через многочисленные ущелья (Лунъянся, Цзишися, Люцзяся, Бапанься, и т. д. — всего 20 по подсчётам китайских географов). Последнее из них — Цинтунся, перед выходом на Иньчуаньскую равнину.

### Среднее течение

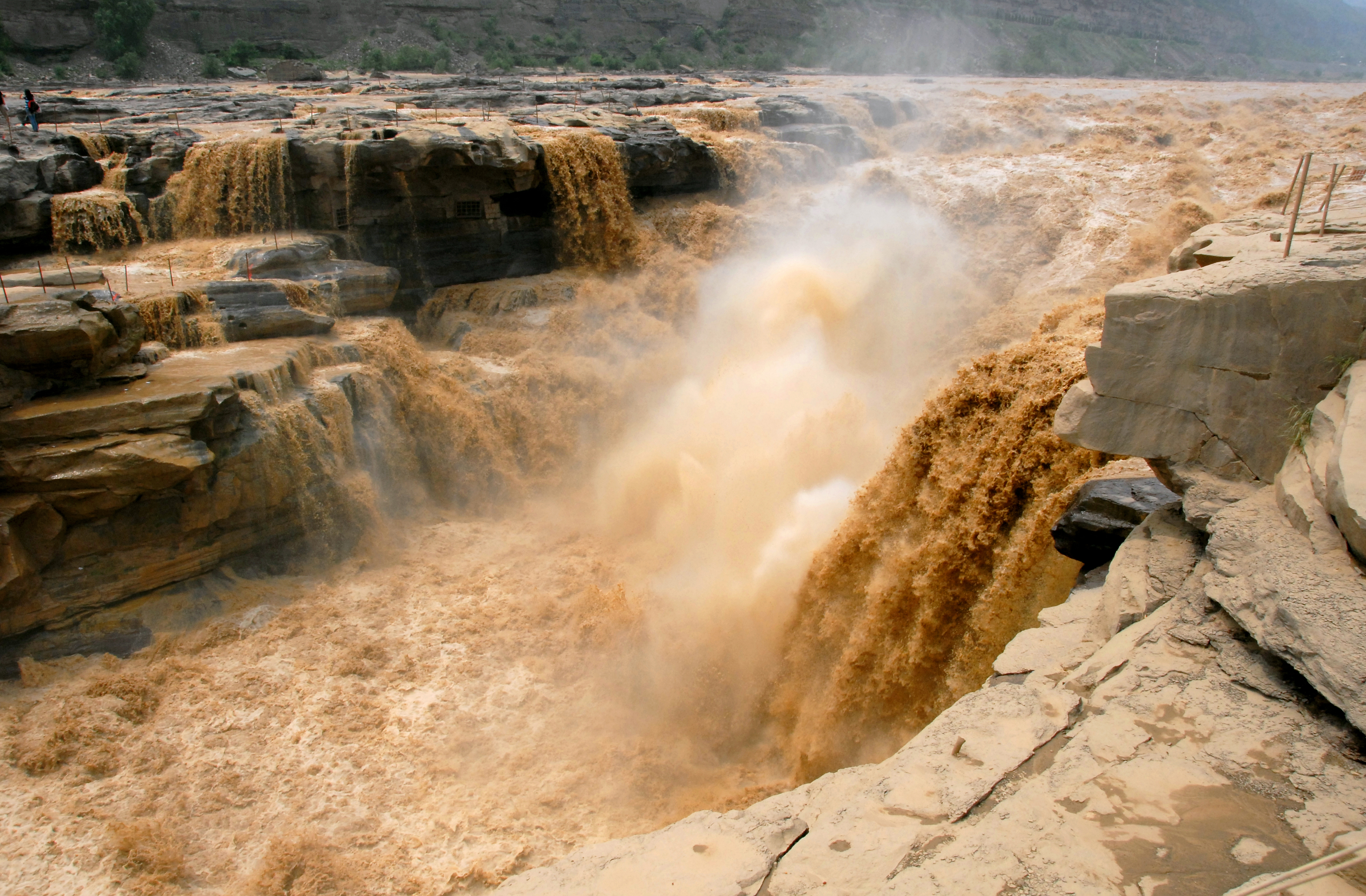
Водопад Хукоу, на границе Шэньси и Шаньси

Часть Хуанхэ между Хэкоу (Внутренняя Монголия) и Чжэнчжоу (провинция Хэнань) составляет среднее течение реки. Оно составляет 1206 км в длину, и площадью бассейна 344 000 км², 45,7 % от общего объёма. По среднему течению есть 30 больших притоков, и поток воды увеличился на 43,5 % на данном этапе.
В среднем течении река здесь течёт сначала на юг, образуя границу между Шэньси и Шаньси, а затем на восток, разделяя Шаньси и Хэнань. Река проходит через Лёссовое плато, где происходит существенная эрозия. Рекордный годовой показатель выноса ила рекой Хуанхэ был зафиксирован в 1933 году, составив 3.91 миллиарда тонн. Самый высокий уровень концентрации ила был зафиксирован в 1977 году и составлял 920 кг/м³.
Река в среднем течении проходит через длинный ряд непрерывных долин. Обильные гидродинамические ресурсы делают эту часть реки вторым наиболее подходящим районом для создания гидроэлектростанций.

### Низовье
Нижнее течение Хуанхэ, продолжающееся от Чжэнчжоу до моря, составляет 786 км. Здесь река течёт на северо-восток через Великую Китайскую равнину, и наконец впадает в Жёлтое море. Площадь бассейна на данном участке составляет 23 000 км², 3 % от общей площади бассейна Хуанхэ. Это число столь мало по причине того, что река здесь принимает мало притоков.

## Народнохозяйственное использование
Воды Хуанхэ активно используются для орошения сельскохозяйственных угодий (преимущественно в нижнем течении и на равнине Хэтао). На реке сооружён ряд ГЭС. Посредством Великого канала соединена с реками Хуайхэ и Янцзы.
Хуанхэ судоходна на отдельных участках, главным образом на Великой Китайской равнине. Долина Хуанхэ густо заселена. Среди городов, расположенных по её берегам, крупнейшими являются Ланьчжоу, Иньчуань, Баотоу, Лоян, Чжэнчжоу, Кайфын, Цзинань.

### Гидроэлектростанции
- ГЭС «Саньмэньсяшуйку» (кит. 三门峡水利枢纽) (1960)
- ГЭС «Саньшэнгун» (кит. 三盛公水利枢纽) (1966)
- ГЭС «Ущелье Цинтун» (кит. 青铜峡水利枢纽) (1968)
- ГЭС «Люцзяся»[кит.] (ущелье Люцзя) (1974)
- ГЭС «Лицзяся»[англ.] (1997)
- ГЭС «Яньгося» (ущелье Янху) (кит. 盐锅峡水利枢纽) (1975)
- ГЭС «Тяньцяо» (кит. 天桥水利枢纽) (1977)
- ГЭС «Бапанься» (ущелье Бапан) (кит. 八盘峡水利枢纽) (1980)
- ГЭС «Лунъянся» (кит. 龙羊峡水库) (1992)
- ГЭС «Ущелье Да» (кит. 大峡水利枢纽) (1998)
- ГЭС «Ущелье Ли» (кит. 李家峡水电站) (1999)
- ГЭС «Ванцзячжай»[англ.] (кит. 万家寨水利枢纽) (1999)
- ГЭС «Сяоланди»[кит.] (кит. 小浪底水利枢纽) (2001)
- ГЭС «Ласива»[кит.] (кит. 李家峡水库) (2010)

### Переправы
Главные мосты и переправы по провинциями вверх по течению:
Провинция Шаньдун
- Мост в Шэнли
- Шоссейный мост в Биньжоу
- Шоссейный мост в Сунькоу
- Чжуншаньський мост
- Цзинаньський мост[англ.]

Провинция Хэнань
- Кайфэнский мост
- Мост в Чжэнчжоу

Провинции Шаньси и Хэнань
- Сянмэньський мост

Провинции Шэньси и Хэнань
- Мост Ханьчэн-Юмэнькоу

Нинся-Хуэйский автономный район
- Иньчуаньский мост

Провинция Внутренняя Монголия
- Мост в Баотоу

Провинция Ганьсу
- Мост в Ланчжоу
- Мост Ланчжоу-Чжуншань

Провинция Цинхай
- Мост в Дажи
- Переправа Цзалинху

## История изменений реки
Река чрезвычайно подвержена наводнениям. Она широко разливалась 1593 раза за последние 3000—4000 лет, в то время как русло её менялось 12 раз (по крайней мере, 5 масштабных изменений), с 602 г. до н. э. по настоящее время. Другой источник свидетельствует о более чем 1500 наводнений и 26 изменений русла (среди них 9 масштабных) за последние 3000 лет. Эти изменения течения возникают из-за большого количества лёссовых отложений, переносимых рекой и постоянно оседающих на дне канала реки. Эта седиментация вызывает образование природных плотин, которые медленно нарастают. Наконец, огромное количество воды вынуждено находить новые пути к морю, вызывая наводнения в новой долине. Наводнения были непредсказуемыми, что вызывало трудности для китайских фермеров.

### Древние времена
Исторические карты времён династии Цинь (221—206 гг. до н. э.) свидетельствуют, что Жёлтая река в это время протекала значительно севернее своего нынешнего русла. Эти карты показывают, что, перейдя Лоян, она текла вдоль границы между Шаньси и Хэнань, затем вдоль границы между провинциями Хэбэй и Шаньдун, прежде чем впасть в залив Бохай близ современного Тяньцзиня. Так, река изменила своё русло в 602 г. до н. э.. Крупное наводнение в 11 г., по сведениям древнекитайских летописей, привели к падению династии Синь. (9—23 г. н. э.), когда река ещё раз изменила своё русло с севера, вблизи Тяньцзиня, на юг до полуострова Шаньдун.

### Средние века
Существенное изменение русла в 1194 году привело к тому, что Хуанхэ заняла новое русло на ближайшие 700 лет. Грязь реки Хуанхэ заблокировала устье реки Хуайхэ, вызвав наводнение, оставила тысячи людей без крова. Жёлтая река заняла своё нынешнее русло в 1897 году, до того ещё раз изменив русло в 1855 году. В настоящее время Хуанхэ протекает через Цзинань, столицу провинции Шаньдун, и впадает в залив Бохайвань, однако восточные очертания реки колебались с севера на юг от полуострова Шаньдун много раз.
Русло реки менялось туда и обратно между руслом Хуайхэ и начальным маршрутом реки Хуанхэ несколько раз за последние 700 лет. Дальнейшее накопление иловых отложений было настолько большим, что Хуайхэ была не в состоянии протекать в своем историческом русле после того, как Жёлтая река вернулась к своему северному руслу раз в 1897 году. Зато её воды потекли к озеру Гонцегу, а затем на юг к реке Янцзы.
Некоторые из наводнений реки принадлежат к числу самых страшных стихийных бедствий в истории. Плоскостность Великой Китайской равнины способствует смертельности наводнений. Небольшое повышение уровня воды означает полное затопление обширных земельных площадей. Когда случается наводнение, то сначала часть населения погибает, утонув в водах реки, а потом другая часть населения — от распространения болезней и последующего голода. Так, например, наводнение 1887 года на Хуанхэ на Северо-Китайской равнине по разным оценкам унесло жизни от 900 000 до 2 миллионов человек.

### Наше время
В 1931 году во время наводнения на Хуанхэ погибло, по разным оценкам, от 1 млн до 4 млн жителей Северо-Китайской равнины.
9 июня 1938, во время Второй японо-китайской войны, национальные войска под руководством Чан Кайши разрушили дамбы, сдерживающие реку неподалёку от села Хуайюанку в провинции Хэнань, вызвав то, что назвали «войной, вызванной стихийным бедствием». Целью операции было остановить продвижение японских войск, следуя стратегии «использовать воду вместо солдат» (кит. упр. 以水代兵, палл. и шуй дай бин). Затопление охватывают территории площадью 54000 км² и унесло 500 000—900 000 жизней местных жителей, в то время как количество убитых японских солдат неизвестно. Наводнение помешало японской армии взять город Чжэнчжоу, но не помешало им достичь своей цели по захвату Ухань, города, который в то время был временной столицей Китая.
По мнению некоторых учёных, частые наводнения на реке Хуанхэ вызваны антропогенным фактором. Строительство дамб не ограждает население от затоплений, а наоборот — провоцирует их.
Другая историческая причина разрушительных наводнений — замерзание верховьев реки во Внутренней Монголии с образованием ледяных дамб, сопровождающиеся внезапным освобождением огромного количества воды. В XX веке было 11 таких больших наводнений, каждое из которых вызвало огромные потери человеческих жизней и имущества. В настоящее время ледяные дамбы разрушают бомбардируя их с самолётов, прежде чем они становятся опасными.

## Аквакультура
Хотя Хуанхэ в целом менее пригодна для аквакультуры, чем реки центрального и южного Китая, такие как Янцзы и Чжуцзян, она также развита в некоторых районах вдоль реки Хуанхэ. Важным аквакультурным районом является береговая равнина реки у города Синъян (вверх по течению от Чжэнчжоу). Рыбные пруды стали создаваться с 1986 года в населённом пункте Банцунь (административно подчинённом Синъяну). С того времени система прудов значительно развилась, и теперь общая площадь прудов составляет около 10 км², что делает этот город крупнейшим аквакультурным центром северного Китая.
Здесь в большом количестве обитает дальневосточная черепаха, которые китайские гурманы называют «Черепахой Хуанхэ» (黄河鳖). Около реки Хуанхэ расположены фермы, где эти черепахи выращиваются, а затем доставляются в китайские рестораны. В 2007 году строительство большой черепашьей фермы началось в Банцуне. Ожидается, что это будет самая крупная черепашья ферма в Хэнане, и там будет производиться около 5 млн черепах в год.

## Загрязнение
25 ноября 2008 года был опубликован рапорт о Хуанхэ, в котором утверждалось, что серьёзное загрязнение сделало одну треть реки непригодной даже для сельскохозяйственного или промышленного использования. Такое загрязнение произошло из-за сброса в реку отходов заводов и фабрик и увеличения объёмов сточных вод от быстрорастущих городов. Исследованием было охвачено свыше 8384 миль самой реки и её притоков. Охранной комиссией реки Хуанхэ в 2007 году было исследовано более 8384 миль реки и её притоков и выявлено, что в 33,8 % состояние реки оказалось хуже, чем пятый уровень. Согласно критериям окружающей среды, используемым ООН, вода пятого уровня является непригодной для питья, промышленного использования и даже сельского хозяйства. В докладе говорится, что объём отходов и сточных вод, сбрасываемых в систему реки, составил 4,29 млрд тонн. Промышленность и производство сбросили в реку 70 % всех загрязняющих веществ, домашние хозяйства — 24 % и не более 6 % другие источники.

## В искусстве

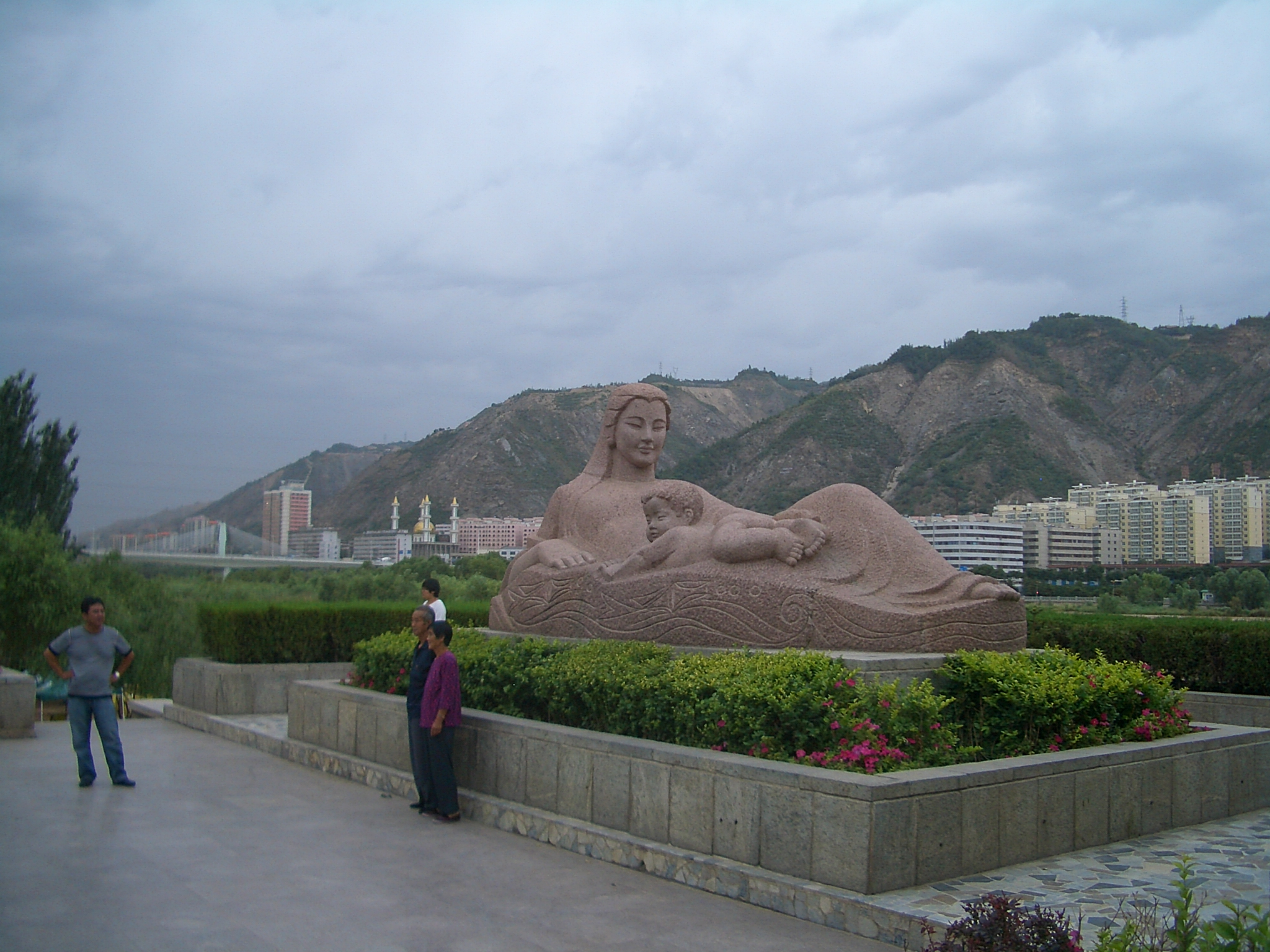
Монумент «Мать-Хуанхе» в парке Сиху («Западное озеро») в городе Ланьчжоу.

В Дунъине есть установленный в 1995 году памятник Хуанхэ (кит. 黄河水体纪念碑), в который помещено 1093 резервуара с пробами воды, взятыми через каждые пять километров от истока до устья.

## Притоки
- Мацюй
- Дасяхэ
- Таохэ
- Хуаншуй
- Цзулихэ
- Удинхэ
- Вэйхэ
- Лохэ
- Дахэйхэ